# 周法尚
周 法尚（しゅう ほうしょう、556年 - 614年）は、南朝陳から隋にかけての軍人。字は徳邁。本貫は汝南郡安成県。

## 経歴
周炅の子として生まれた。若くして大胆で強力であり、人品にすぐれ、兵書を読むのを好んだ。18歳で始興王中兵参軍となり、ほどなく伏波将軍の号を加えられた。太建8年（576年）に父が死去した後、監定州事となり、父の監督していた兵を引き継いだ。たびたび戦功があって、使持節・貞毅将軍・散騎常侍の位を受け、行斉昌郡事をつとめ、山陰県侯に封じられた。兄の武昌県公周法僧に代わって定州刺史となった。
法尚は長沙王陳叔堅と仲が悪く、反乱を計画していると陳叔堅に誣告された。このため陳の宣帝が周法僧を拘禁し、兵を発して法尚を捕らえようとした。法尚の部下たちが北周に亡命するよう勧め、法尚はなおもためらっていたが、長史の殷文則の説得を受け入れて、北周に帰順した。北周の宣帝は法尚を優遇し、開府・順州刺史に任じ、帰義県公に封じた。陳の将軍の樊猛が長江を渡って法尚を攻撃してきたが、法尚はいつわって部下の韓明を陳に降伏させ、「法尚の部下たちは北に降るのを望んでおらず、法尚のもとを離反して江南に帰りたいとひそかに議論しています」と樊猛に吹き込ませた。樊猛が軍を率いて急進すると、法尚はあわてたふりをして江曲を守った。樊猛が兵を並べて挑戦すると、法尚は先に軽舸を浦中に伏せ、さらに精鋭を古村の北に伏せて、自らは旗幟を張って長江の線で迎撃する態勢を取った。数度の戦闘の後、偽って北岸に撤退し、古村に入った。樊猛が舟を置いて追撃してくると、法尚は村北に伏せていた軍と合流し、再び樊猛に反撃した。樊猛は退却して舟に向かったが、すでに浦中に伏せていた軽舸の部隊が舟を奪取して、北周の旗幟を立てていた。樊猛はこれによって大敗し、単身で逃走した。
大象2年（580年）、楊堅が北周の丞相となり、司馬消難が反乱を起こすと、上開府の段珣が順州の守備を助ける名目で兵を率いてやってきた。法尚がその偽りを看破して、城門を閉ざして入れなかったため、段珣は順州を包囲した。法尚は吏士500人を率いて20日にわたって城を守ったが、外からの救援もなく、支えることができなくなると、城を捨てて逃走した。司馬消難は法尚の同母弟や一族ら300人を捕らえて陳に帰順した。
開皇元年（581年）、隋が建国されると、法尚は巴州刺史に任じられ、三鵶の少数民族を鉄山で撃破した。さらに柱国の王誼に従って陳の攻撃を撃退した。衡州総管・都督四州諸軍事に転じ、譙郡公に改封された。後に文帝（楊堅）が洛陽に行幸すると、法尚は召し出されて引見を受け、綾絹や良馬や奴婢を賜った。開皇6年（586年）、黄州総管に転じた。文帝の密命により、江南の経略を準備し、情勢を調査した。開皇9年（589年）、大軍による陳に対する南征がおこなわれると、法尚は行軍総管として秦王楊俊に属し、水軍3万を率いて樊口に進出した。陳の成州刺史熊門超が出兵して抗戦すると、法尚は熊門超の軍を撃破して、かれを捕らえた。法尚は鄂州刺史に転じ、まもなく黄州兵3500人を率いたまま永州総管に転じた。陳の桂州刺史銭季卿・南康郡内史柳璿・西衡州刺史鄧暠・陽山郡太守毛爽らが前後して法尚のもとを訪れて降った。陳の定州刺史の呂子廓が山洞に拠って反抗したが、法尚が兵を率いて山越えすると、呂子廓は逃走の末に部下に斬られた。開皇10年（590年）、桂州総管に転じ、嶺南安撫大使となった。
数年後に入朝し、本官のまま宿衛をつとめた。開皇17年（597年）、桂州の李光仕が挙兵して反乱を起こすと、法尚は上柱国の王世積とともに反乱を討つよう命じられた。法尚は桂州におもむいて嶺南の兵を動員し、王世積は岳州に出て嶺北の軍を召集して、両者は尹州で合流した。李光仕が迎撃してくると、法尚らは戦ってこれを撃破した。王世積の部下たちの多くが疫病に罹患して進めなくなり、衡州にとどまったので、法尚の軍が単独で反乱軍を討つこととなった。李光仕は強健な兵を率いて白石洞を守っていたが、法尚は李光仕の弟の李光略や李光度を捕らえ、大勢の捕虜を得た。降伏した反乱兵には、妻子を帰してやった。わずかな時日で降伏する者は数千人に及んだ。法尚は兵を派遣して部隊を整列させ李光仕に当たらせる一方、自らは奇兵を率いて、藪林の中に伏兵を置いた。両軍が会戦すると、法尚は反乱軍の柵の中に討ち入り、柵の中の反乱兵はみな逃げ散った。李光仕は大敗して、敗走中に斬られた。仁寿年間、遂州の獠が反抗すると、法尚は行軍総管として反乱を鎮圧した。巂州の烏蛮が反乱を起こして、州城を攻め落とすと、法尚は勅命を受けて反乱を討つこととなった。法尚の軍が巂州に到着すると、烏蛮は州城を放棄して、ばらばらに山谷の間に潜伏したため、法尚は捕捉することができなかった。そこで使者を派遣して烏蛮に説諭し、仮の官号を与え、偽って軍を返した。日に20里行って、軍を宿営させ、ひそかに人を派遣して烏蛮を偵察させた。首領たちは潜伏するのをやめて柵に帰り、集合して宴飲していた。法尚は数千人の兵を選抜して、烏蛮の柵を襲撃し、撃破して渠帥数千人を捕らえ、男女1万人あまりを捕虜にした。凱旋すると、検校潞州事となった。
仁寿4年（604年）、煬帝が即位すると、法尚は雲州刺史に転じた。3年後、定襄郡太守に転じ、位を金紫光禄大夫に進めた。大業3年（607年）、煬帝が楡林に行幸すると、法尚は行宮に参朝し、内史令の元寿と北方の防衛策について議論した。煬帝の賞賛を受けて左武衛将軍に任じられた。
大業4年（608年）、黔安夷の向思多が反乱を起こし、将軍の鹿愿を殺害し、黔安郡太守の蕭造を包囲した。法尚は将軍の李景とともに分進して反乱を討ち、向思多を清江で撃破した。凱旋すると、吐谷渾に対する征戦に従軍した。法尚は別軍として松州道に進出し、逃散した吐谷渾を追捕し、青海に達した。敦煌郡太守として出向し、ほどなく会寧郡太守をつとめた。
大業9年（613年）の高句麗遠征では、法尚は水軍を率いて朝鮮道に向かった。楊玄感が反乱を起こしたため、法尚は引き返して将軍の宇文述や来護児らとともに反乱軍を破った。功績により右光禄大夫の位に進んだ。ときに斉郡の王薄や孟譲らが挙兵して反乱を起こし、十数万の人々を集め、長白山に立て籠もっていた。法尚はたびたび反乱軍と戦って破った。
大業10年（614年）、再び高句麗遠征のために渤海湾に臨んだが、軍中で病が重篤となり、長史の崔君粛に無念の思いを遺言して死去した。享年は59。武衛大将軍の位を追贈された、諡は僖といった。

## 子女
6人の男子があった。
- 周紹嗣（長男、霊寿県令）
- 周紹範（次男、最も名を知られた）
- 周紹業

## 伝記資料
- 『隋書』巻65 列伝第30
- 『北史』巻76 列伝第64